# Anisia signata
Anisia signata là một loài ruồi trong họ Tachinidae.